# Sialocèle
 (septembre 2024).
La mise en forme du texte ne suit pas les recommandations de Wikipédia : il faut le « wikifier ».
Les points d'amélioration suivants sont les cas les plus fréquents :
- Les titres sont pré-formatés par le logiciel. Ils ne sont ni en capitales, ni en gras.
- Le texte ne doit pas être écrit en capitales (les noms de famille non plus), ni en gras, ni en italique, ni en « petit »…
- Le gras n'est utilisé que pour surligner le titre de l'article dans l'introduction, une seule fois.
- L'italique est rarement utilisé : mots en langue étrangère, titres d'œuvres, noms de bateaux, etc.
- Les citations ne sont pas en italique mais en corps de texte normal. Elles sont entourées par des guillemets français : « et ».
- Les listes à puces sont à éviter, des paragraphes rédigés étant largement préférés. Les tableaux sont à réserver à la présentation de données structurées (résultats, etc.).
- Les appels de note de bas de page (petits chiffres en exposant, introduits par l'outil «  Source ») sont à placer entre la fin de phrase et le point final[comme ça].
- Les liens internes (vers d'autres articles de Wikipédia) sont à choisir avec parcimonie. Créez des liens vers des articles approfondissant le sujet. Les termes génériques sans rapport avec le sujet sont à éviter, ainsi que les répétitions de liens vers un même terme.
- Les liens externes sont à placer uniquement dans une section « Liens externes », à la fin de l'article. Ces liens sont à choisir avec parcimonie suivant les règles définies. Si un lien sert de source à l'article, son insertion dans le texte est à faire par les notes de bas de page.
- La présentation des références doit suivre les conventions bibliographiques. Il est recommandé d'utiliser les modèles {{Ouvrage}}, {{Chapitre}}, {{Article}}, {{Lien web}} et/ou {{Bibliographie}}. Le mode d'édition visuel peut mettre en forme automatiquement les références.
- Insérer une infobox (cadre d'informations à droite) n'est pas obligatoire pour parachever la mise en page.

Pour une aide détaillée, merci de consulter Aide:Wikification.
Si vous pensez que ces points ont été résolus, vous pouvez retirer ce bandeau et améliorer la mise en forme d'un autre article.
Wikipédia ne donne pas d'avis médical : seul un professionnel (médecin, pharmacien, etc.) est habilité à le faire.
Une sialocèle est une collection de salive encapsulée dans les tissus mous à la suite d'une rupture ou d'un traumatisme des canaux salivaires ou des glandes salivaires elles-mêmes. Cette accumulation de salive crée une poche, ou cavité, qui peut causer une gêne et parfois une infection si elle n'est pas traitée,.

## Causes de la sialocèle
- Traumatisme : blessure directe à une glande salivaire ou à ses canaux, par exemple lors d’une intervention chirurgicale dans la région de la tête ou du cou, ou à la suite d’un coup violent.
- Chirurgie : elle peut survenir après une intervention chirurgicale comme une parotidectomie partielle (exérèse partielle de la glande parotide).
- Infection : une infection des glandes salivaires (sialadénite) peut parfois provoquer une sialocèle en raison de l’inflammation et de la rupture des canaux salivaires.
- Obstruction : obstruction d’un canal salivaire par un calcul salivaire (sialolithe), entraînant une fuite de salive dans les tissus environnants.

## Symptomatologie
- Masse fluctuante : présence d’une masse douce, souvent indolore, sous la peau dans la région de la glande salivaire (souvent la parotide).
- Douleur : bien que la douleur ne soit pas toujours présente, une sialocèle peut devenir douloureuse si elle s’infecte ou si elle exerce une pression sur les structures voisines.
- Diminution de la sécrétion salivaire : si une glande salivaire est impliquée, la production de salive peut être réduite, entraînant une bouche sèche.
- Écoulement : dans certains cas, une sialocèle peut se rompre spontanément, laissant s’écouler de la salive dans la bouche ou à travers la peau.

## Diagnostic
Le diagnostic d’une sialocèle est souvent clinique, basé sur la localisation et l’histoire du traumatisme. Les examens complémentaires peuvent inclure :
- Échographie : pour visualiser la collection de liquide.
- IRM ou scanner : pour une meilleure évaluation anatomique de la glande salivaire et des tissus environnants.

## Traitement
- Aspiration : la sialocèle peut être drainée par ponction avec une aiguille sous contrôle échographique.
- Compression : des bandages compressifs peuvent aider à empêcher la récidive.
- Injection de botox : dans certains cas, une injection de toxine botulique peut réduire la production de salive par la glande affectée.
- Chirurgie : si les traitements moins invasifs échouent, une intervention chirurgicale pour réparer le canal salivaire ou retirer une partie de la glande peut être nécessaire.

En cas d'infection ou d'inflammation secondaire, des antibiotiques peuvent être prescrits pour éviter des complications.